# Dale Williams (Musiker)
„Dizzy“ Dale Williams (* um 1955 in Chicago) ist ein amerikanischer Blues- und Jazzmusiker (Gitarre, Gesang, Komposition).

## Leben und Wirken
Williams, der in Hyde Park aufwuchs, lernte in seiner Highschoolzeit Gitarre spielen und trat regelmäßig in Bluesclubs wie dem Checkerboard, Theresa’s, The Queen Bee und dem Kingston Mines auf. Sein Mentor war der Musiker Lefty Dizz. Bereits als Schüler ging er mit Little Milton und Oscar Brown, Jr. auf Tournee. Zudem war er von Musikern der Association for the Advancement of Creative Musicians beeinflusst und arbeitete mit Phil Cohran und The Pharaohs. Bereits 1974 und 1975 spielte er gelegentlich mit dem Arkestra von Sun Ra (The Antique Blacks, als „Sly“) und gehörte diesem vor allem 1978 und 1979 an (Lanquidity). 1979 veröffentlichte er zudem mit der Jazzfunk-Band Sky das gleichnamige Album bei EMI. Weiterhin tourte er von Chicago aus mit Jean Carn durch die USA. Dann lebte er in Washington D.C., wo er seine Dale Williams Blues Band gründete.
Williams zog 1986 nach Los Angeles, wo er mit Bands und Künstlern wie The Watts 103rd Street Rhythm Band, Rebbie Jackson, Otis Day & the Knights, Solomon Burke’s, Mighty Mo Rodgers, Tito Jackson, Dorothy Moore, LL Cool J, Ronnie Laws, Eloise Laws und Tom Browne auf Tour ging. 1988 arbeitete er mit Randy Hall. Weiterhin spielte er mit Howard Hewitt, Al B. Sure, Faith Evans, Eric Bennet, The Mary Jane Girls, Doug E. Fresh, Brian McKnight und Brandy. 2013 veröffentlichte er unter eigenem Namen sein Debütalbum Heaven’s Got the Blues.